# Klaus – A karácsony titkos története
A Klaus – A karácsony titkos története egy 2019-es spanyol készítésű karácsonyi családi animációs film, melyet Sergio Pablos írt és rendezett, akinek ez volt az első ilyen jellegű munkája. Ez volt a Netflix első saját gyártású egész estés rajzfilmje is. A főbb szereplőket Jason Schwartzman, J.K. Simmons és Rashida Jones szinkronizálták. A történet a Mikulás sajátos eredettörténete, melyben egy fiatal postás, akit büntetésből helyeztek egy északi városkába, összebarátkozik egy visszahúzódó játékkészítő favágóval.

## Cselekmény
Jesper, egy gazdag, postai tevékenységgel foglalkozó család léhűtő tagja. Nincs semmi célja az életben, önző és elkényeztetett. Az apja beíratja a postásakadémiára, hogy tanulja meg, hogy a gazdag családi háttér ellenére a kemény munka a kifizetődő, de a fiú rémes tanuló. Ezért az apja úgy dönt, megleckézteti: elküldi egy, a sarkkör közelében fekvő településre, Smeerensburgba, hogy vezesse az ottani postahivatalt; továbbá ha egy év alatt nem kezel 6000 levelet, kitagadja a családi örökségből.
A városkába egy révész viszi át, aki megtréfálja: azt mondja neki, hogy húzza meg a város közepén található harangot, ugyanis erre összecsődülnek a lakók, hogy üdvözöljék őt. Valójában az előtóduló emberek ellenségesen és agresszíven támadnak rá, ugyanis a városka lakóinak szívét harag, gyűlölködés, és a más lakókkal szembeni kitolás tölti be. Senki nem tudja, hogyan és miért kezdődött ez, de hagyománytiszteletből mégis mindenki így viselkedik. Ilyen környezetben ráadásul senki nem akar levelet küldeni senkinek. A kétségbeesett Jesper észreveszi a város térképén a sarokban megbúvó kunyhót, amely mélyen az erdőben van, és egy Klaus nevű, mogorva favágó lakja. Klaus tehetséges famegmunkáló és a háza tele van gyerekeknek való játékokkal.
Miután Klaus halálra rémíti, Jesper fel akarja adni az egészet és hazamenne, de aztán a véletlen úgy hozza, hogy kézbesítenie kell egy játékot egy kisgyereknek, akinek véletlenül megtalálta a rajzát. Klaus elkíséri őt, de csak éjszaka, hogy senki ne láthassa  meg. Jesper rájön, hogy ha ráveszi a gyerekeket arra, hogy leveleket írjanak Klausnak ajándékokért cserébe, azzal ő is jól jár. Mikor megtudja, hogy több gyerek nem tud írni, elviszi őket a helyi tanítónőhöz, Alvához, aki az évek során, és diákok híján halak szeletelésével foglalkozik. Jesper és Klaus tetteiről lassan kezdenek beszélni a gyerekek egymás között, aminek köszönhetően kialakul egy kép valakiről, aki különféle csodás tettekre képes: például a kéményen át tud közlekedni (ezt Jesper hajtja végre, mert ő sokkal vékonyabb), rénszarvasok által húzott szánon jár, szereti a tejet és a süteményt. Mikor Jesper elterjeszti köztük, hogy csak a jó gyerekek kapnak ajándékot, a rosszak csak szenet, minden gyerek kezd jól viselkedni. Ez pedig hatással van a szüleikre.
Jesper rájön, hogy Klaus felesége évekkel ezelőtt meghalt, és sosem született gyerekük, pedig azt a rengeteg játékot nekik készítette. Viszont boldoggá teszi őt, ha látja, hogy a gyerekek örülnek, ez motiválja őt. Jesper úgy véli, hogy a közelgő karácsony lehet az ő nagy dobásuk, amikor meglephetik a gyerekeket, és ebben egy csapat lappföldi ember lesz a segítségükre, akik az egyik kislány nyomán érkeznek. Jesper maga is kezd megváltozni, többé már nem önző és nyoma sincs a léhaságának.
Terveiket azonban meg akarja akadályozni a város két vezető klánja, akik a legjobban gyűlölik egymást, és akiknek egyáltalán nem tetszik, hogy a városka tele van vidám és kedves emberekkel. Félreteszik ellenérzéseiket és összefognak: rengeteg levelet írnak, amelynek hatására a smeerenburgi posta többszörösen túlteljesíti az elvárásokat. Ezt már Jesper apja sem hagyhatja figyelmen kívül, és épp karácsony napján elmegy a fiáért, hogy hazavigye. Ekkor Klaus és a többiek számára kiderül, hogy a leveleket csak a saját javára kezdte el íratni, ami miatt megutálják őt. Mégsem utazik haza, hanem elhatározza, hogy mindent helyrehoz. Szükség is van rá, ugyanis a klánok azt tervezik, hogy tönkreteszik a kiszállításra készült játékokat. Kalandos módon sikeresen megállítja őket, és az is kiderül, hogy Klaus és Alva csináltak egy ál-puttonyt, amiben nem ajándékok vannak, hanem csak farönkök, így az igazi ajándékok megmenekülnek. Ráadásul a két klán egy-egy fiatalja időközben egymásba szeret, ami arra készteti a többi felnőttet, hogy megbékéljenek egymással.
Jesper és Klaus ettől fogva minden év karácsonyán kihordják az ajándékokat, és közben több településre is terjeszkedtek. Jesper letelepszik Smeerensburgban és két gyerekük lesz Alvával.
A tizenkettedik évben Klaus követi feleségét és nyomtalanul eltűnik az erdőben. Jesper elmondja, ő sem tudja, hová tűnt, de azóta is minden évben karácsony este találkozik öreg barátjával, aki az egész világon kiviszi a gyerekeknek az ajándékokat.

## Szereplők
| Szereplő           | Eredeti hang      | Magyar hang    |
| ------------------ | ----------------- | -------------- |
| Jesper             | Jason Schwartzman | Czető Roland   |
| Klaus              | J. K. Simmons     | Barbinek Péter |
| Alva               | Rashida Jones     | Balsai Móni    |
| Mrs. Tammy Krum    | Joan Cusack       | Halász Aranka  |
| Mr. Axel Ellingboe | Will Sasso        | Harsányi Gábor |
| Mogens             | Norm Macdonald    | Gémes Antos    |

## Készítése
Miután Sergio Pablos létrehozta a saját animációs stúdióját Madridban, elhatározta, hogy hagyományos animációs technikákkal készít egy egész estés filmet. Nem volt tapasztalatlan e körben, hiszen az úgynevezett Disney-reneszánsz idején számos rajzfilm készítésében közreműködött (A Notre Dame-i toronyőr, Herkules, Tarzan). Szerette volna megmutatni, hová fejlődhetett volna ez a stílus, ha az 1990-es évek végén a nagy stúdiók nem álltak volna át a komputergenerált animációra. Ennek érdekében különféle technikai újításokat vetettek be, mint az organikus és volumetrikus megvilágítás, és olyan textúrák, melyek különleges képi világot kölcsönöznek. Először 2015 áprilisában kezdtek el házalni a projekttel, melyet több stúdió sem vállalt, kockázatosnak ítélve meg azt. 2017 novemberében aztán a Netflix bejelentette, hogy megvették a forgalmazás jogait, és 2019 karácsonyára be is mutatják a filmet. Azt is bejelentették, hogy a filmet Oscar-díjra nevezés céljából mozikban is bemutatják majd, mely meg is történt.
Zara Larsson közreműködésével készült el a film főcímdala, az "Invisible".
A filmet Mary Lescher animátor emlékére ajánlották, aki 2019. június 2-án halt meg rákban.

## Megjelenés és fogadtatás
Egy hétttel a Netflix-premier előtt, november 9-én, egyes mozik bemutatták a filmet. Megjelenését követően a film 8,5 ponton állt az IMDB-n, 91%-on a Rotten Tomatoes oldalán, és 63 pontot kapott a Metacritic-en.

## Fordítás
- Ez a szócikk részben vagy egészben  a   Klaus (film) című angol Wikipédia-szócikk ezen változatának fordításán alapul.  Az eredeti cikk szerkesztőit annak laptörténete sorolja fel. Ez a jelzés csupán a megfogalmazás eredetét és a szerzői jogokat jelzi, nem szolgál a cikkben szereplő információk forrásmegjelöléseként.